# Amphiblemma
Amphiblemma Naudin  é um género botânico pertencente à família Melastomataceae.

## Espécies
| - Amphiblemma acaule - Amphiblemma amoenum - Amphiblemma ciliatum - Amphiblemma cuneatum - Amphiblemma cymosum - Amphiblemma erythropodum - Amphiblemma gossweileri - Amphiblemma grandifolium - Amphiblemma hallei - Amphiblemma heterophyllum - Amphiblemma lanceatum - Amphiblemma lateriflorum | - Amphiblemma letouzeyi - Amphiblemma ludwigii - Amphiblemma mildbraedii - Amphiblemma molle - Amphiblemma monticola - Amphiblemma polyanthum - Amphiblemma riparium - Amphiblemma sereti - Amphiblemma setosum - Amphiblemma soyauxii - Amphiblemma wildemannianum |

- Lista completa